# Farbkuppler
Als Farbkuppler bezeichnet man in der Analogfotografie farblose oder mit Azofarbstoffverbindungen versehene Substanzen, die in fotografischen Mehrschichtfilmen die drei Grundfarben nach der subtraktiven Farbmischung erzeugen (Farbkupplerreaktion); es handelt sich dabei um ein chromogenes Verfahren.
Die Farbkuppler bilden bei der chromogenen Entwicklung zusammen mit den Oxidationsprodukten des Entwicklers und des Silberbromids wasserunlösliche, diffusionsfeste Farbstoffe.
Neben Farbfilmen können auch chromogene Schwarzweißfilme über Farbkuppler verfügen, die bei der Entwicklung ein schwarzweißes Farbstoffbild ergeben.
Die meisten Farbkuppler wurden für die jeweiligen Herstellern patentiert; der Fuji Fujichrome Velvia verfügt beispielsweise über drei patentierte Kuppler, die sogenannten X-, V- und S-Kuppler.